# Consistórios de Bonifácio IX

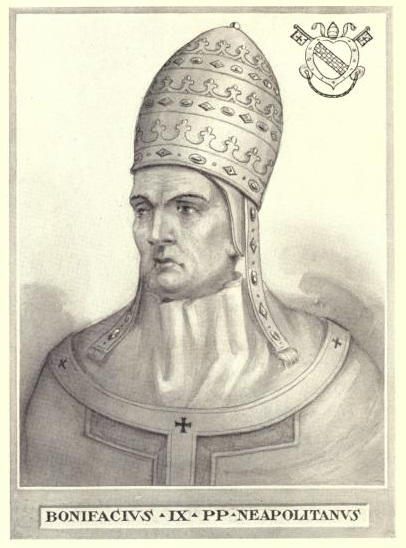
Papa Bonifácio IX

Esta entrada contém a lista completa dos concistórios para a criação de novos cardeais presidida pelo Papa Bonifácio IX, com uma indicação de todos os cardeais criados sobre os quais há informação documental (8 novos cardeais em 2 concistórios). Os nomes são colocados em ordem de criação.

## 18 de dezembro de 1389
1. Enrico Minutoli (falecido antes de junho de 1412)
2. Bartolomeo Uliari, O.F.M. (falecido em abril de 1396)
3. Cosmato Gentile de 'Migliorati, (falecido em novembro de 1406)
4. Cristoforo Maroni (falecido em dezembro de 1404)

## 27 de fevereiro de 1402
1. Antonio Caetani(falecido em janeiro de 1412)
2. Baldassarre Cossa em junho de 1419 (falecido em dezembro do mesmo ano).
3. Leonardo Cybo (falecido antes de outubro de 1404)
4. Angelo Cybo (falecido antes de outubro de 1404)